# Norbert Lammert
Norbert Lammert (n. 16 noiembrie 1948, Bochum) este un politician german creștin-democrat (CDU). Din anul 2005 până în 2017 a fost președinte al parlamentului german (Bundestag).
Între anii 1989 și 1998 a fost secretar parlamentar de stat, iar între 2002 și 2005 a fost vicepreședinte al Bundestagului.

## Biografie
Tatăl său, de meserie brutar, a fost un vechi membru al Uniunii Creștin-Democrată din orașul Bochum. După examenul de bacalaureat din anul 1967 și serviciul militar, Norbert Lammert a absolvit în anul 1972 studiul științelor economice și politice în Bochum și Oxford. Obține titlul de doctor în sociologie în anul 1975. În 1971 s-a căsătorit cu Gertrud, căsătorie din care au rezultat patru copii.
La 13 octombrie 2012 Lammert s-a pronunțat pentru o oprire temporară a extinderii Uniunii Europene, înfățișând ca exemple negative ale procesului de extindere România și Bulgaria, dar și stadiul de pregătire al Croației, care a devenit membră a UE la 1 iulie 2013. Totuși el nu legat această opinie și de extremele greutăți bugetare ale Greciei (intrată mai înainte în UE), care se află zona Euro (€) a Uniunii Europene.
La 22 octombrie 2013 a fost reales cu 94,6% din voturi în funcția de președinte al Bundestagului.